# Moscardó (Madrid)
Moscardó es un barrio perteneciente al distrito de Usera de Madrid. Limita al norte con el paseo Santa María de la Cabeza (distrito de Arganzuela), al este con el río Manzanares y al sur con la calle Marcelo Usera.

## Historia

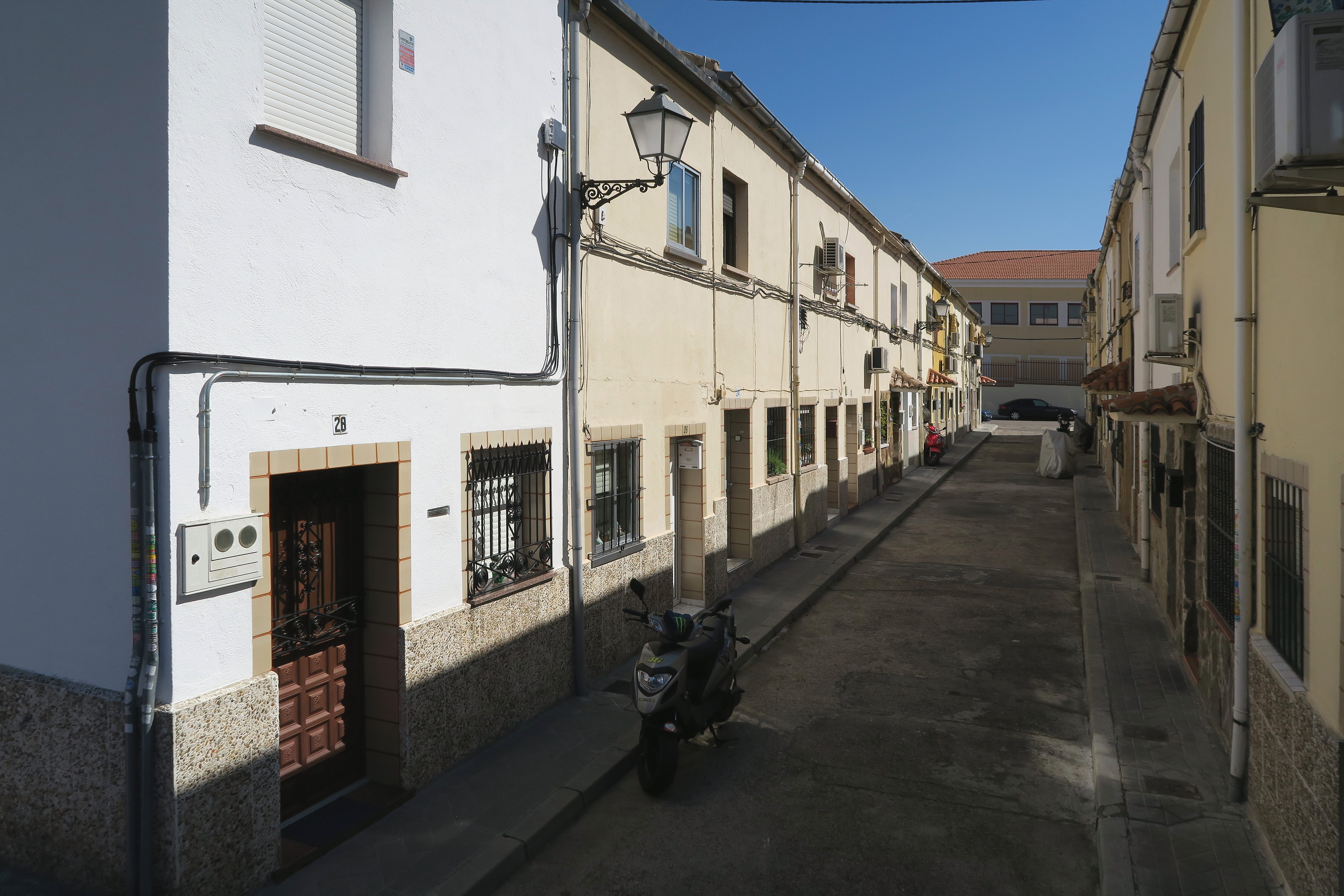
Calle Nochebuena, barrio de Moscardó (Madrid)

El barrio de Moscardó tiene sus orígenes en la antigua colonia "Salud y Ahorro", un proyecto urbanístico creado en 1929 y ejecutado en los años 30. La construcción de centenares de viviendas se hizo bajo el Proyecto de "Casas Ultrabaratas", que pretendía dar posibilidades de vivienda a familias de menores ingresos. El proyecto municipal proyectó la construcción de edificios de 3 plantas con apartamentos de 40-50 m², que podrían ser pagados en cuotas de entre 40 y 50 pesetas por sus inquilinos. En los años 40 cambió su nombre original por Moscardó, en alusión al militar José Moscardó.
En 1982 se realizó una restauración general del barrio, un proyecto conjunto del diseñador Alberto Corazón y de Juan José. En esta oportunidad se instalaron más de una decena de relojes de sol en las fachadas de los edificios de la Colonia Moscardó. El proyecto original buscó instalar 33. En el año 2019, se llevó a cabo la rehabilitación de una de las plazas más icónicas, la Plaza Francisco Ruano, conocida también como "Plaza Romana". La obra fue paralizada por problemas de planificación y retomada meses después durante la siguiente legislatura municipal, que finalmente inauguró el lugar en 2020.
Desde 2018 cuenta oficialmente con su propia asociación de vecinos, la Asociación Vecinal Barrio Moscardó. La asociación funciona como grupo de incidencia ante el Ayuntamiento de Madrid, recogiendo demandas de los vecinos y denunciando situaciones de incivismo. En el año 2015, la junta municipal de Usera, presidida por la concejala Rommy Arce, decidió cambiar el nombre del barrio por "Salud y Ahorro". El proyecto solo contó con el visto bueno de concejales de PODEMOS y PSOE. Dicho proyecto nunca se concretó y en 2019 la Asociación Vecinal pidió al consistorio un referéndum para elegir el nombre sin imposición política.

## Transportes

### Ferrocarril
No hay ninguna estación de cercanías en el barrio. Dependiendo del destino, las estaciones cercanas más convenientes son Méndez Álvaro (C-5 y C-10, distrito de Arganzuela) o Laguna (C-5, distrito de Latina), a las que se puede llegar de forma directa mediante la línea 6 de Metro; o bien Atocha (C-2, C-3, C-4, C-5, C-7, C-8, C-10, distrito de Arganzuela) a la que se puede llegar mediante las líneas de autobuses 6, 47, 55, 247 o E1.

### Metro
El barrio cuenta con las estaciones de Usera (L6) y Plaza Elíptica (L6 y L11), esta última en área limítrofe con Carabanchel.

### Autobús
El distrito es recorrido por las siguientes líneas de autobuses:
| Línea | Terminales                           |
| ----- | ------------------------------------ |
| 6     | Jacinto Benavente – Orcasitas        |
| 18    | Plaza Mayor – Villaverde Cruce       |
| 22    | Legazpi – Villaverde Alto            |
| 23    | Plaza Mayor – Villaverde Cruce       |
| 47    | Atocha – Carabanchel Alto            |
| 55    | Atocha – Batán                       |
| 59    | Estación de Atocha – San Cristóbal   |
| 60    | Plaza de la Cebada – Orcasitas       |
| 76    | Plaza Beata – Villaverde Alto        |
| 78    | Embajadores – San Fermín             |
| 79    | Legazpi – Villaverde Alto            |
| 81    | Oporto – Hospital 12 de Octubre      |
| 85    | Estación de Atocha – Butarque        |
| 86    | Estación de Atocha – Villaverde Alto |
| 116   | Embajadores – Villaverde Cruce       |
| 123   | Legazpi – Villaverde Bajo            |
| 155   | Plaza Elíptica – Aluche              |
| 247   | Atocha – Colonia San José Obrero     |
| N12   | Cibeles – Butarque                   |
| N13   | Cibeles – San Cristóbal              |
| N14   | Cibeles – Villaverde Alto            |
| N15   | Cibeles – Hospital 12 de Octubre     |
| N17   | Cibeles – Carabanchel Alto           |
| E1    | Cibeles - La Peseta                  |

## Colegios e institutos
En el distrito de Moscardó hay dos colegios de infantil y primaria, dos centros concertados y un instituto de educación secundaria.